# Ziua Mondială a Faunei Sălbatice
La data de 20 decembrie 2013, la cea de-a 68-a sesiune, Adunarea Generală a Organizației Națiunilor Unite (AGOA) a decis să proclame 3 martie, Ziua Mondială a Faunei Sălbatice în urma adoptării Convenției privind comerțul internațional cu specii sălbatice de faună și floră pe cale de dispariție (CITES), care a fost propusă de Thailanda, pentru a celebra și a crește gradul de conștientizare a faunei și florei sălbatice din lume.

## Legături externe
- World Wildlife Day page on UN.org
- Official website of Worlhbeje ed Wildlife Day
- Official Facebook page of World Wildlife Day
- Official Flickr page of World Wildlife Day
- Under Secretary Novelli Delivers Remarks at a World Wildlife Day Event 2016